# 錢爾福龍山
45°29′40″N 7°14′48″E / 45.494444°N 7.246592°E

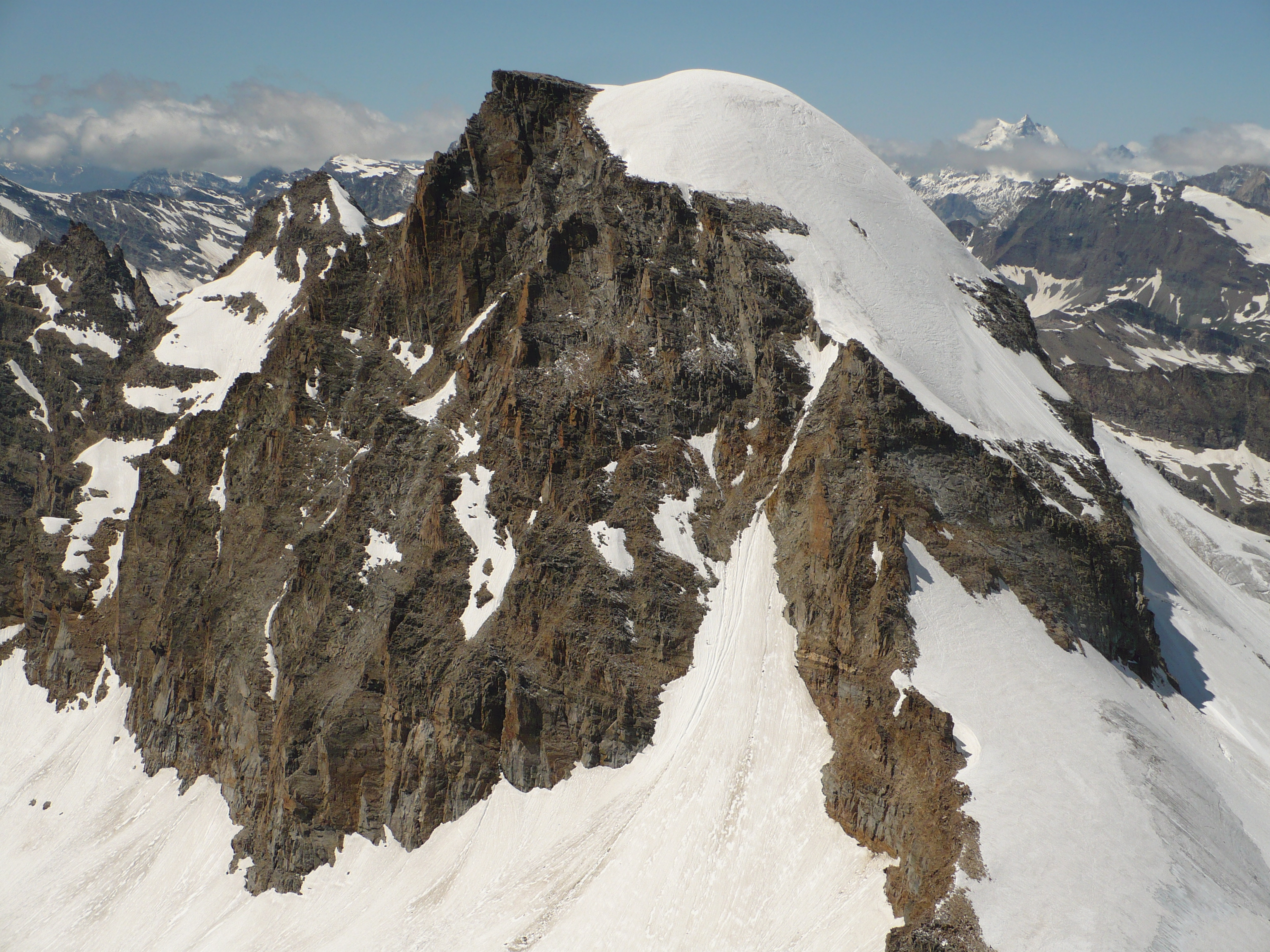

錢爾福龍山（義大利語：Ciarforon），是意大利的山峰，位於該國西北部，由瓦萊達奧斯塔大區和皮埃蒙特大區負責管轄，屬於格拉耶山的一部分，海拔高度3,642米，每年平均降雨量1,287毫米。